# Mettenlaterne

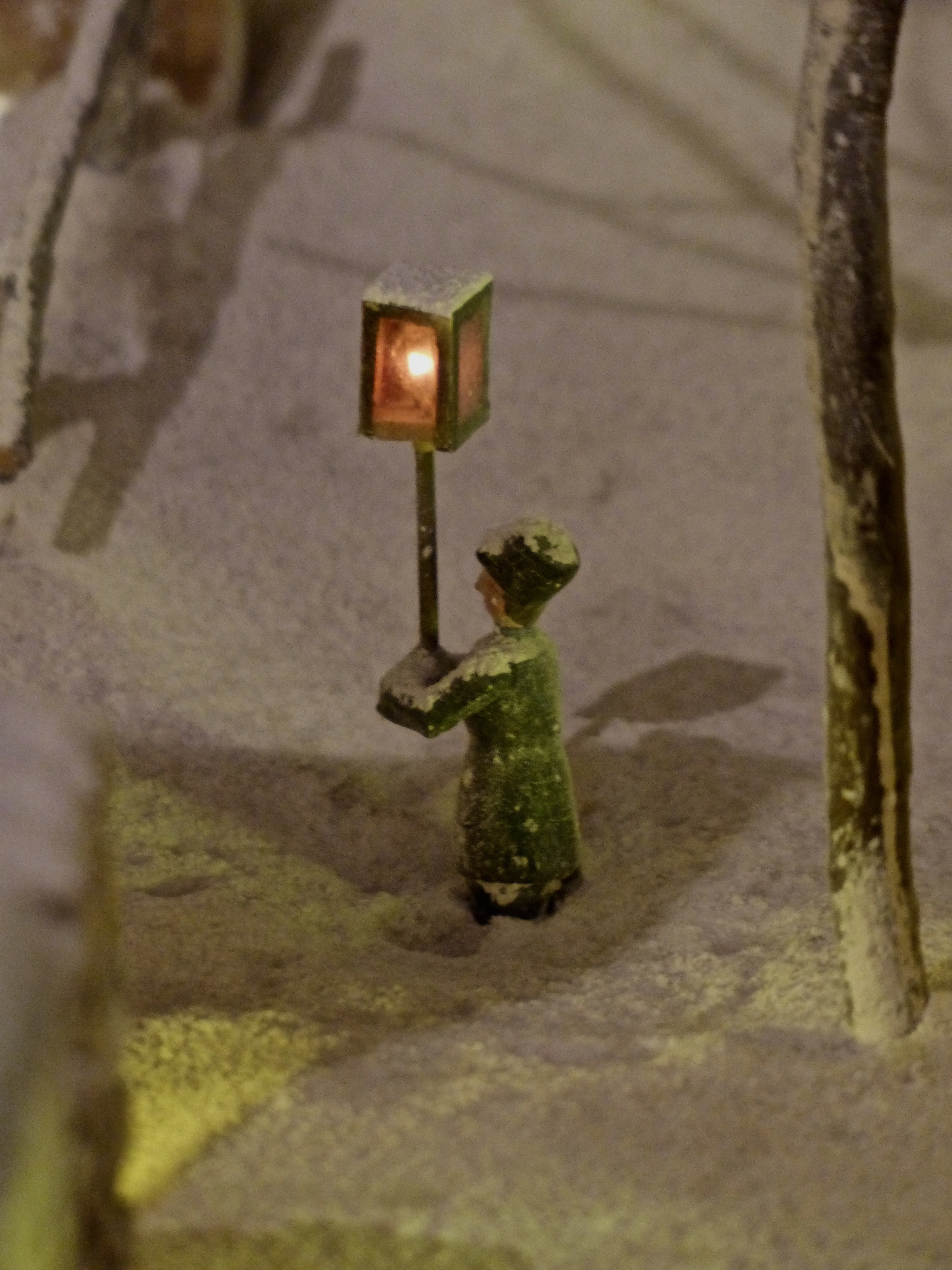
Kind mit Mettenlaterne: Detail vom Weihnachtsberg Seiffen

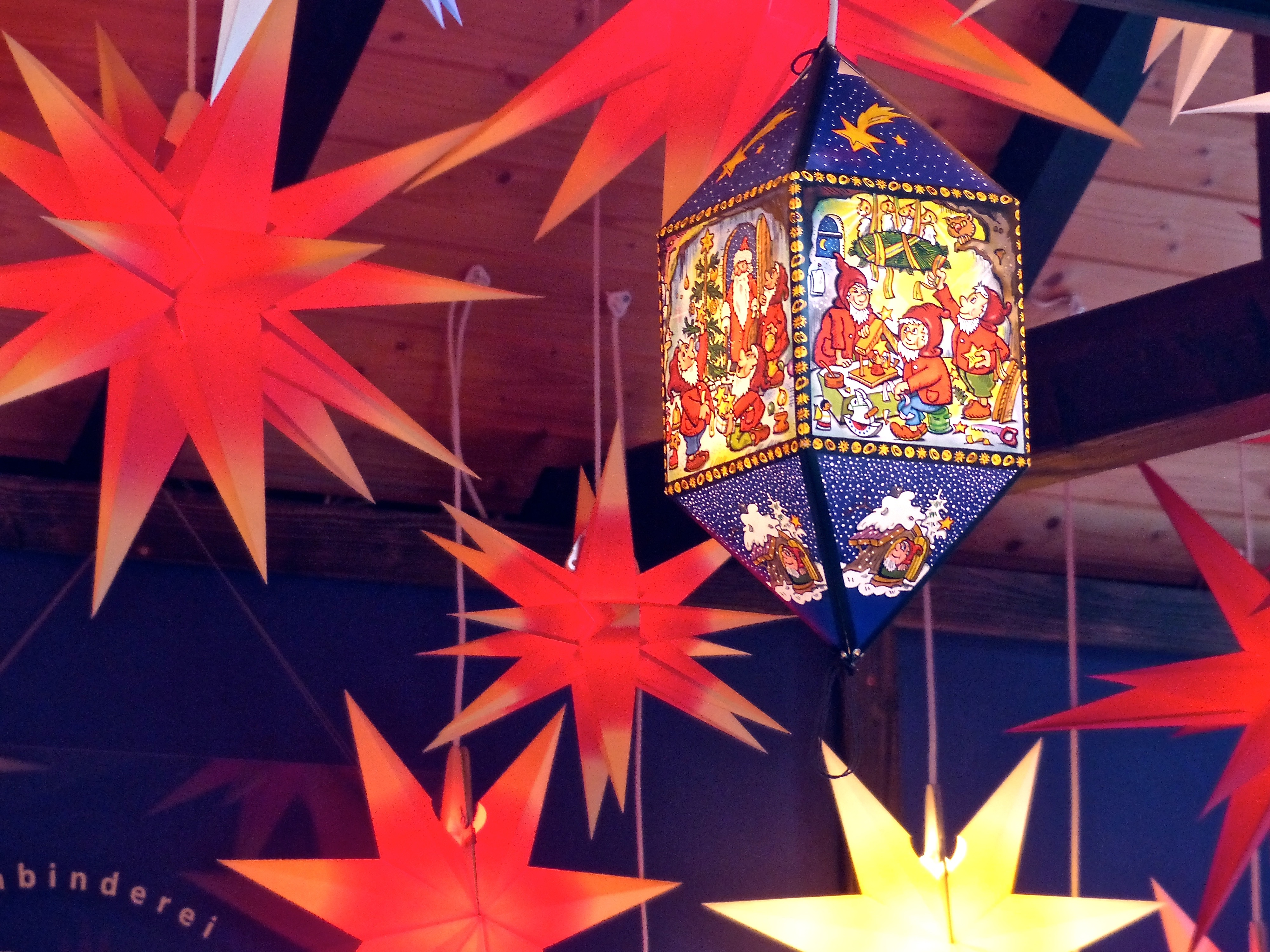
Mettenlaterne aus Papier und Annaberger Faltsterne

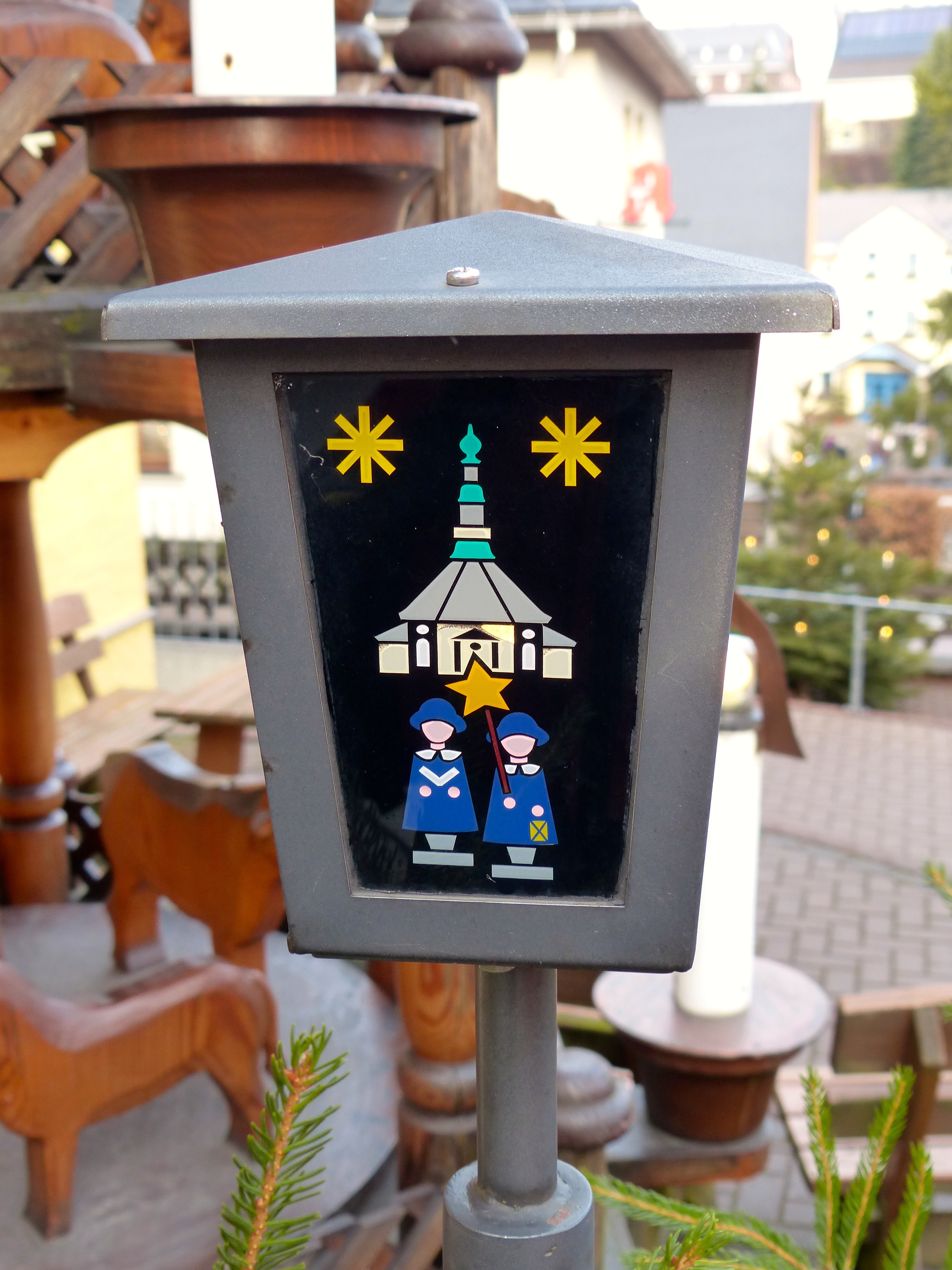
Einer Mettenlaterne nachempfundene, weihnachtliche Straßenlaterne in Seiffen

Die Mettenlaterne (regional auch Christ- oder Weihnachtslaterne) ist eine besonders gestaltete Laterne, die als Mettenlicht, heute oft von Kindern, in die Christvesper, Christ- oder Finstermette getragen wird. Der Brauch ist im Erzgebirge, Vogtland und auch in einigen Teilen Thüringens verbreitet. Besonders im Erzgebirge werden die Mettenlaternen während der Christvesper oder Christmette um den Altar oder vor die Kirchentür gestellt.
Das Tragen der Mettenlaternen geht auf eine bergmännische Tradition zurück, dass die Bergleute zum Mettengang ihr Geleucht mitbrachten und den Altarraum erhellten.

„Zur Christmette oder auch zur Christvesper sollte groß und klein, mit der Christlaterne versehen, zur Kirche ziehen, die diesmal ohne sonstige Beleuchtung, nur erhellt von den Christlaternen der Besucher, einen besonders traulichen Eindruck macht.“

Anstelle des bergmännischen Geleuchts traten im Laufe der Zeit die Mettenlaternen, die zunächst aus Holz, Anfang des 20. Jahrhunderts aus geprägter Pappe gefertigt wurden. In vielen Familien wurden die Mettenlaternen früher selbst gefertigt. Die Laternen wurden in der Dämmerung ab dem ersten Advent in den Häusern oder vor den Türeingängen angezündet.
Alwin Seifert, Direktor der Spielwarenfachschule in Seiffen, ließ ab 1914 an der Schule Holzlaternen anfertigen, die sich schnell großer Beliebtheit erfreuten. In den 1930er Jahren wurde auf eine zerlegbare erzgebirgische Holzlaterne ein Patent angemeldet.
Die drei- oder vierseitige Mettenlaterne wird heute meist aus Sperrholzplatten oder Pappe gefertigt und enthält an den Seiten durchscheinende Motive – aus buntem Pergamentpapier, Scherenschnittmuster oder ausgesägtem Sperrholz gefertigt. Neben Motiven von Christi Geburt sind auf den Seiten häufig traditionelle Motive aus der Erzgebirge, wie Kurrende-Figuren oder Bergmann und Engel verbreitet.
In der erzgebirgischen Volkskunst wird das traditionelle Motiv der Mettenlaterne häufig aufgegriffen. Geschnitzte Engel, Kurrendesänger und Sängerknaben tragen neben einem Mettenlicht häufig eine Mettenlaterne. Auch auf dem großen Weihnachtsberg „Mettengang“, der im Erzgebirgischen Spielzeugmuseum ausgestellt ist, tragen viele Figuren von Kindern und Erwachsene Mettenlaternen.
In einigen erzgebirgischen Ortschaften, wie Seiffen, Pobershau oder Steinbach erinnert die weihnachtliche Straßenbeleuchtung in Form von bunten Laternen an die Mettenlaternen.